# Rejon grodzieński
Rejon grodzieński (biał. Горадзенскі раён, Horadzienski rajon; ros. Гродненский район) – rejon w zachodniej Białorusi, w obwodzie grodzieńskim. Rejon utworzony został 15 stycznia 1940 roku.

## Geografia
Rejon grodzieński ma powierzchnię 2593,92 km². Lasy zajmują powierzchnię 1059,45 km², bagna 68,87 km², obiekty wodne 43,97 km². Graniczy od północnego wschodu z rejonem szczuczyńskim, od południowego wschodu z rejonem mostowskim, a od południa z rejonem brzostowickim. Na zachodzie przylega do granicy polsko-białoruskiej, a od północy do białorusko-litewskiej.

## Podział administracyjny

Rejon grodzieński w granicach obwodu białostockiego (1940–1941 i 1944–1945)

Stolicą rejonu jest Grodno. W skład rejonu wchodzi 383 miejscowości wiejskich skupionych w 14 sielsowietach, w tym miasto Skidel:
- hożski
- indurski
- jeziorski
- kwasowski
- kopciowski
- obuchowski
- odelski
- podłabieński
- porzeczański
- putriszowski
- sowiet miejski skidelski
- skidelski
- sopoćkiński
- wiercieliski

## Ludność
- W 2009 roku rejon zamieszkiwało 54 525 osób, w tym 12 100 w miastach i 42 425 na wsi[3].
- 1 stycznia 2010 roku rejon zamieszkiwało ok. 54 300 osób, w tym ok. 12 100 w miastach i ok. 42 200 na wsi[4].

### Skład etniczny
- Białorusini – 49,8%
- Polacy – 40,1%
- Rosjanie i inni – 7,8%